# Aleksiej Głagolew
Aleksiej Głagolew (ur. 20 maja?/2 czerwca 1901, zm. 23 stycznia 1972) – rosyjski duchowny prawosławny zaangażowany w ratowanie Żydów ukraińskich przed Zagładą w czasie II wojny światowej, pośmiertnie uznany za Sprawiedliwego wśród Narodów Świata razem z żoną Tatianą, córką Mariją (Magdaliną), a następnie również synem Nikołajem.

## Życiorys
Był jednym z trojga dzieciAleksandra Głagolewa, kapłana prawosławnego, profesora Kijowskiej Akademii Duchownej, profesora biblistyki, badacza Starego Testamentu.
w 1932 został aresztowany, jednak z powodu braku dowodów na prowadzenie przez niego działalności kontrrewolucyjnej po kilku dniach wyszedł na wolność. W 1936 rozpoczął naukę w Instytucie Pedagogicznym w Kijowie; wcześniej jako syn duchownego prawosławnego nie miał prawa studiowania. W tym samym roku zmarła jego matka. W roku następnym ojciec przyszłego duchownego został aresztowany, oskarżony o działalność kontrrewolucyjną i zmarł w więzieniu.
W 1940 Aleksiej Głagolew ukończył studia w Instytucie Pedagogicznym. Rok później w Krzemieńcu przyjął święcenia kapłańskie (jako mężczyzna żonaty) z rąk biskupa pińskiego i poleskiego Beniamina.
W październiku 1941 Głagolewowie udzielili pomocy Żydówce Izabelli Mirkinej, przekazując jej fałszywe dokumenty tożsamości oraz świadectwo chrztu (należące do Tatiany Głagolewej). Następnie umożliwili jej zamieszkanie w ich domu, przedstawiając ją jako krewną duchownego. Od 1942 przechowywali również jej córkę Irinę Mirkiną. W 1943 przenieśli się razem z nimi na wieś pod Kijowem, jednak w styczniu 1943 ze względów bezpieczeństwa postanowili powrócić do miasta, nadal ukrywając obie kobiety na dzwonnicy cerkwi Opieki Matki Bożej w Kijowie, a następnie we własnym domu. Aleksiej i Tatiana Głagolewowie razem z nastoletnimi dziećmi Mariją i Nikołajem udzielili również pomocy dwóm innym żydowskim kobietom – Tatianie Szewielewej i jej matce Jewgieniji, którym przekazali fałszywe zaświadczenia o chrzcie i które ukrywali w budynku na terenie cerkiewnym. Duchowny spisał również świadectwo związane z zagładą Żydów ukraińskich w Babim Jarze.
Od 1944 do śmierci w 1972 ks. Aleksiej Głagolew służył w różnych cerkwiach w Kijowie.
W 1991 Instytut Jad Waszem nadał tytuły Sprawiedliwych wśród Narodów Świata Aleksiejowi i Tatianie Głagolewom (pośmiertnie) oraz ich córce Magdalinie (Mariji) Głagolewej-Paljan. W 2000 tytuł ten otrzymał również Nikołaj Głagolew. Aleksieja Głagolewa i jego ojca upamiętnia odsłonięta w 2002 tablica na ścianie Akademii Kijowsko-Mohylańskiej.